# Glyptotherium
Glyptotherium es un género extinto de glyptodonte, un grupo de mamíferos parientes del armadillo. Su género es considerado un ejemplo de megafauna norteamericana, la mayor parte de la cual se extinguió en el evento de extinción del Cuaternario. Glyptotherium probablemente desapareció debido a la caza excesiva. Las últimas especies de Glyptotherium se extinguieron aproximadamente hace 12,000 años coincidiendo con la expansión del ser humano.

## Características
Como su pariente vivo, el armadillo, Glyptotherium tuvo una coraza que cubría todo su cuerpo, similar al de una tortuga.  De cualquier forma, a diferencia de la caparazón de la tortuga, la coraza de Glyptotherium estaba formada con cientos de pequeños  hexágonos (como panal de abeja). Algunas especies crecieron hasta alcanzar los tres metros de largo y tener un cuerpo de una tonelada de peso.
Las especies de Glyptotherium habitaron en zonas tropicales y subtropicales de Florida, Arizona, Texas y en varios estados de México como los son Chihuahua, Coahuila, Sonora, Tamaulipas, Nuevo León, San Luis Potosí, Tlaxcala etc.

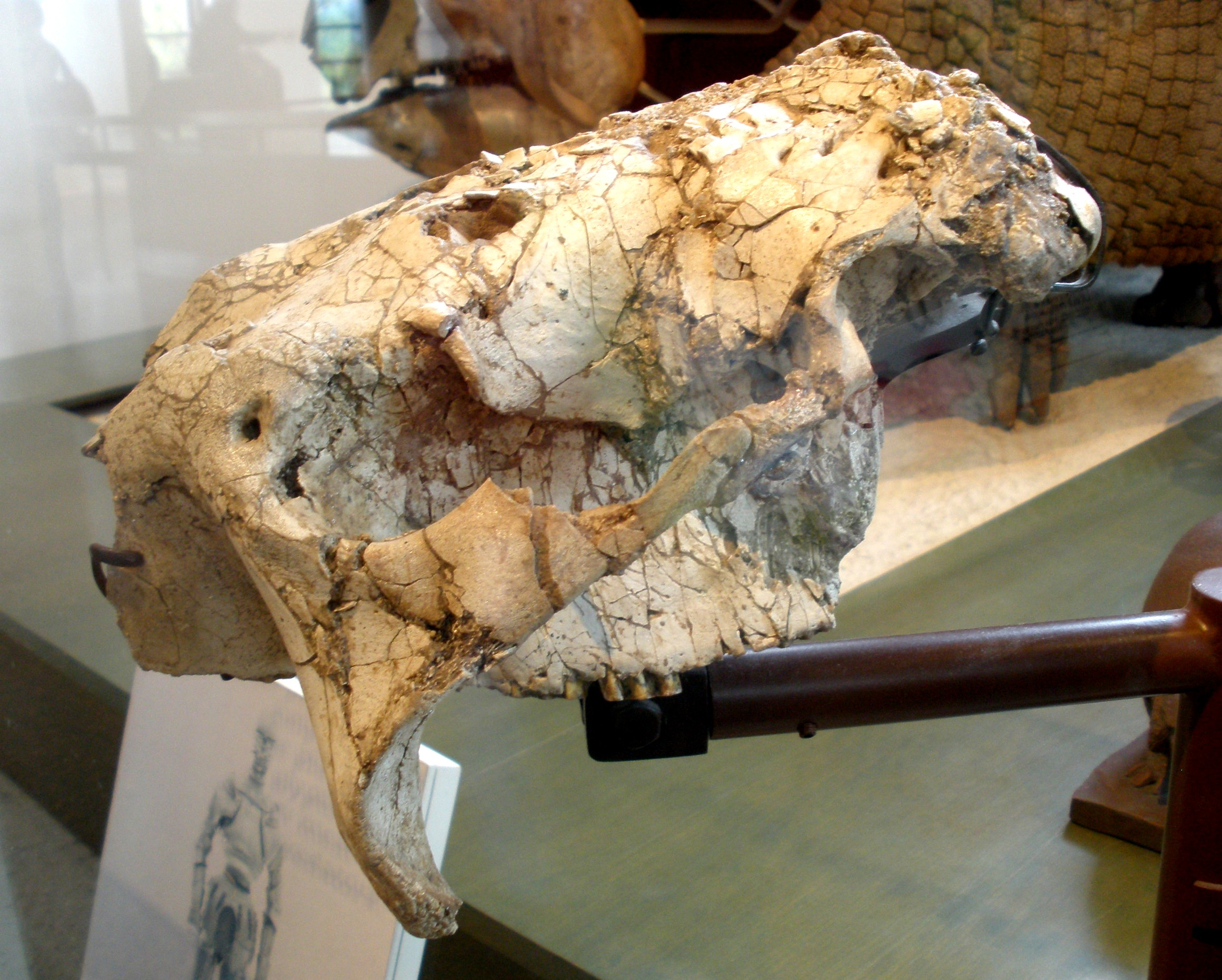
Glyptotherium texanum

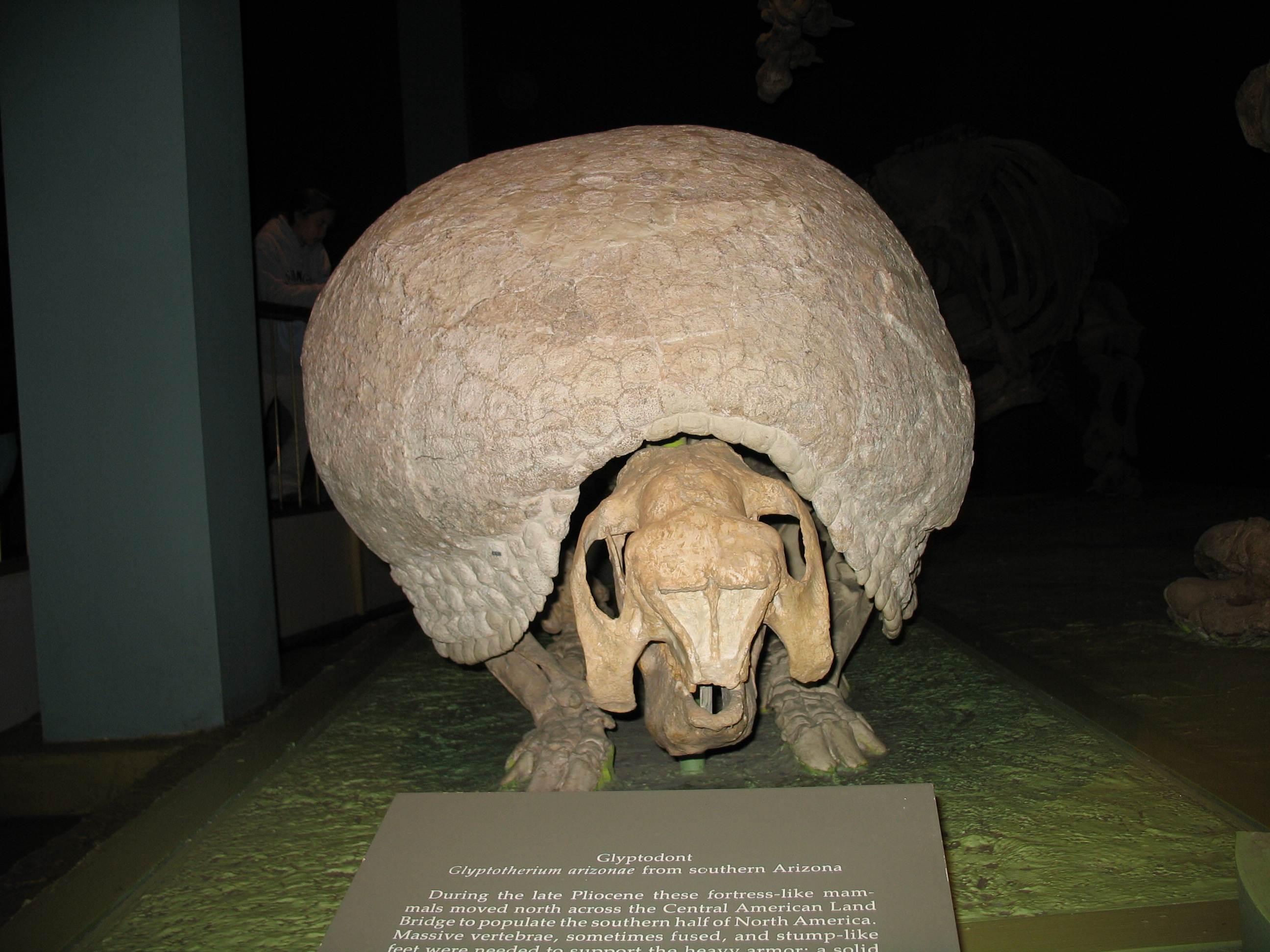
G. arizonae

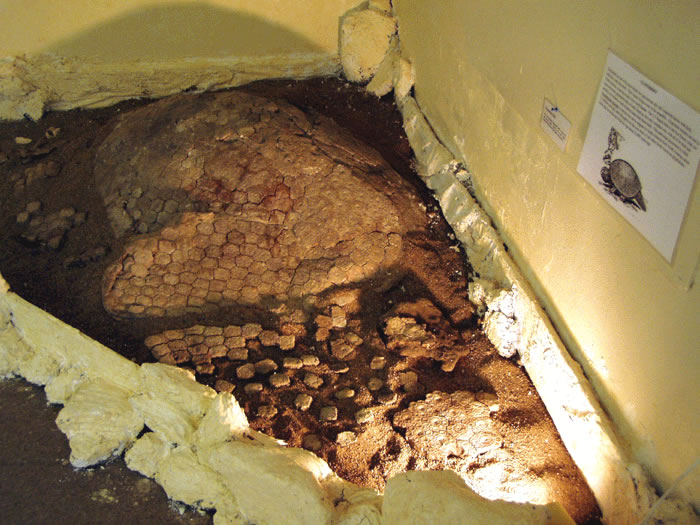
Coraza.